# Římskokatolická farnost Praha-Malá Strana
Římskokatolická farnost Praha-Malá Strana je územní společenství římských katolíků v rámci prvního pražského vikariátu pražské arcidiecéze.

## O farnosti

### Historie
Farnosti u kostela sv. Tomáše byla zřízena v 16. století, matriční záznamy jsou vedeny od roku 1500. Roku 1948 byla zřízena duchovní správa u kostela svatého Josefa. Dne 9. září 2003 byla farnost svěřena Řádu augustiniánů.

#### Duchovní správci
- 20. března 2007–14. ledna 2011 P. Mgr. Juan Bautista Ignacio Provecho Lopez, O.S.A., administrátor
- 15. ledna 2011–31. srpna 2014 P. Mgr. Wit Marciniec, O.S.A., administrátor
- 1. září 2014–1. srpna 2017 P. Mgr. Antonio Francisco Rivas González, O.S.A, administrátor
- 15. srpna 2017–30. listopadu 2021 P. Mgr. Juan Bautista Ignacio Provecho Lopez, administrátor
- 1. prosince 2021–22. února 2023 P. Mgr. Wit Marciniec, administrátor
- 23. února 2023–31. srpna 2024 P. Angelo Lemme, O.S.A, farář
- od 1. září 2024 P. Mgr. Jan Josef Emil Biernat, O.S.A., farář[2]

#### Další ustanovení farnosti
- P. Imman Noel Abellana, O.S.A., farní vikář a duchovní zodpovědný za pastoraci filipínské komunity v Praze[3][4]
- P. Mgr. Andrés Emilio Ampudia Esquivel, O.S.A., farní vikář[5]
- P. Dr. Stanislav William Robert Faix, O.S.A., farní vikář, převor augustiniánského kláštera a duchovní zodpovědný za pastoraci anglicky hovořící komunity v Praze[6][4]
- P. Mgr. Juan Bautista Ignacio Provecho López, O.S.A., farní vikář, delegát-provinciál České provincie řádu sv. Augustina, rektor klášterního kostela svatého Josefa na Malé Straně a klášterního kostela Zvěstování Panny Marie v Zaječově, ředitel Farní charity v Praze na Malé Straně a Školy svatého Augustina[7]
- P. Mgr. David Horáček CSsR, rektor klášterního kostela Panny Marie ustavičné pomoci[8]
- P. Lukáš Lipenský O.Cr., rektor in spiritualibus klášterního kostela svatého Mikuláše na Malé Straně[9]
- P. Mgr. František Marek Míček O.Praem., rektor klášterního kostela svatého Karla Boromejského[10]
- P. Mgr. Pavel Pola, Ph.D., OCD, rektor klášterního kostela Panny Marie Vítězné a svatého Antonína[11]
- P. Mgr. Filip Milan Suchán O.Praem., rektor klášterního kostela Panny Marie pod řetězem[12]

#### Kostely farnosti
| Kostel                                                    | Obrázek | Místo       | Bohoslužba                                       | Bohoslužba                                                       | Poznámka         |
| --------------------------------------------------------- | ------- | ----------- | ------------------------------------------------ | ---------------------------------------------------------------- | ---------------- |
| Kostel svatého Tomáše                                     |         | Malá Strana | neděle pondělí úterý středa čtvrtek pátek sobota | 09.00, 9.30, 11.00, 12:30, 14.00 12.15 18.00                     | farní kostel     |
| Kostel svatého Mikuláše                                   |         | Malá Strana | neděle                                           | 20.30                                                            | filiální kostel  |
| Kostel Panny Marie Matky ustavičné pomoci                 |         | Malá Strana | neslouží se pravidelně                           | neslouží se pravidelně                                           | klášterní kostel |
| Kostel svatého Karla Boromejského                         |         | Malá Strana | neděle pondělí úterý středa čtvrtek pátek sobota | 10.00 05.30, 15.00 05.30 05.30, 15.00 05.30 05.30, 15.00 07.45   | klášterní kostel |
| Kostel Panny Marie pod řetězem                            |         | Malá Strana | neděle úterý pátek                               | 10.00 17.30                                                      | klášterní kostel |
| Kostel Panny Marie Vítězné a svatého Antonína Paduánského |         | Malá Strana | neděle pondělí úterý středa čtvrtek pátek sobota | 10.00, 12.00, 18.00, 19.00 09.00 09.00, 18.00 09.00 09.00, 18.00 | klášterní kostel |
| Kostel svatého Josefa                                     |         | Malá Strana | středa                                           | 17.00                                                            | klášterní kostel |